# Fétiche éburnéen
Le Fétiche éburnéen est une compagnie de théâtre de Côte d'Ivoire basée à Abidjan.

## Membres
- Michel Gohou[1]
- Ouedraogo Ablo
- Jean-François Eyou[2]